# Pierre Le Bret
Pierre Le Bret est un réalisateur et producteur français né le 5 septembre 1944.

## Biographie
Pierre Le Bret a suivi des études de lettres, de cinéma et de théâtre. Il a travaillé comme monteur, distributeur et producteur avant de réaliser un premier long métrage, Bandits d'amour, sorti en 2001 et dans lequel Gérard Blain fait sa dernière apparition en tant qu'acteur.
Il a créé en 2010 la société Tancrède Films, spécialisée dans la production de films institutionnels et publicitaires.

## Filmographie
- 1992 : Les Yeux menteurs du jour (court métrage)
- 2001 : Bandits d'amour